# فرودگاه پرری کریک
فرودگاه پرری کریک (به انگلیسی: Prairie Creek Airport) یک فرودگاه خصوصی است که یک باند فرود شن دارد و طول باند آن ۹۱۴ متر است. این فرودگاه در کشور کانادا قرار دارد و در ارتفاع ۸۹۹ متری از سطح دریا واقع شده است.